# オリンピックのリュージュ競技・メダリスト一覧
オリンピックのリュージュ競技・メダリスト一覧（オリンピックのリュージュきょうぎ・メダリストいちらん）は、1964年から2022年までのオリンピックリュージュ競技におけるメダリストの一覧である。

## 男子1人乗り
| 大会名                  | 金                                          | 銀                                          | 銅                                        |
| ----------------------- | ------------------------------------------- | ------------------------------------------- | ----------------------------------------- |
| 1964 インスブルック     | トーマス・ケラー 東西統一ドイツ (EUA)       | クラウス・ボンザック 東西統一ドイツ (EUA)   | ハンス・プレンク 東西統一ドイツ (EUA)     |
| 1968 グルノーブル       | マンフレット・シュミット オーストリア (AUT) | トーマス・ケラー 東ドイツ (GDR)             | クラウス・ボンザック 東ドイツ (GDR)       |
| 1972 札幌               | ヴォルフガング・シャイデル 東ドイツ (GDR)   | ハラルト・エーリヒ 東ドイツ (GDR)           | ウォルフラム・フィードラー 東ドイツ (GDR) |
| 1976 インスブルック     | デトレフ・ギュンター 東ドイツ (GDR)         | ヨゼフ・フェント 西ドイツ (FRG)             | ハンス・リン 東ドイツ (GDR)               |
| 1980 レークプラシッド   | ベルンハルト・グラス 東ドイツ (GDR)         | パウル・ヒルドガートナー イタリア (ITA)     | アントン・ビンクラー 西ドイツ (FRG)       |
| 1984 サラエボ           | パウル・ヒルドガートナー イタリア (ITA)     | セルゲイ・ダニリン ソビエト連邦 (URS)       | ワレリー・デュディン ソビエト連邦 (URS)   |
| 1988 カルガリー         | イェンス・ミューラー 東ドイツ (GDR)         | ゲオルク・ハックル 西ドイツ (FRG)           | ユーリ・ハルチェンコ ソビエト連邦 (URS)   |
| 1992 アルベールビル     | ゲオルク・ハックル ドイツ (GER)             | マルクス・プロック オーストリア (AUT)       | マルクス・シュミット オーストリア (AUT)   |
| 1994 リレハンメル       | ゲオルク・ハックル ドイツ (GER)             | マルクス・プロック オーストリア (AUT)       | アルミン・ツェゲラー イタリア (ITA)       |
| 1998 長野               | ゲオルク・ハックル ドイツ (GER)             | アルミン・ツェゲラー イタリア (ITA)         | イェンス・ミューラー ドイツ (GER)         |
| 2002 ソルトレークシティ | アルミン・ツェゲラー イタリア (ITA)         | ゲオルク・ハックル ドイツ (GER)             | マルクス・プロック オーストリア (AUT)     |
| 2006 トリノ             | アルミン・ツェゲラー イタリア (ITA)         | アリベルト・デムチェンコ ロシア (RUS)       | マルティンス・ルベニス ラトビア (LAT)     |
| 2010 バンクーバー       | フェリックス・ロッホ ドイツ (GER)           | ダビット・メラー ドイツ (GER)               | アルミン・ツェゲラー イタリア (ITA)       |
| 2014 ソチ               | フェリックス・ロッホ ドイツ (GER)           | アリベルト・デムチェンコ ロシア (RUS)       | アルミン・ツェゲラー イタリア (ITA)       |
| 2018 平昌               | ダビド・グレイルシャー オーストリア (AUT)   | クリス・マズダー アメリカ合衆国 (USA)       | ヨハネス・ルートヴィヒ ドイツ (GER)       |
| 2022 北京               | ヨハネス・ルートビヒ ドイツ (GER)           | ヴォルフガング・キンドル オーストリア (AUT) | ドミニク・フィッシュナラー イタリア (ITA) |

## 女子1人乗り
| 大会名                  | 金                                              | 銀                                             | 銅                                          |
| ----------------------- | ----------------------------------------------- | ---------------------------------------------- | ------------------------------------------- |
| 1964 インスブルック     | オルトルン・エンデルライン 東西統一ドイツ (EUA) | イルゼ・ガイスラー 東西統一ドイツ (EUA)        | ヘレネ・ツルナー オーストリア (AUT)         |
| 1968 グルノーブル       | エレカ・レックナー イタリア (ITA)               | クリスタ・シュムック 西ドイツ (FRG)            | アンゲリカ・デュンハウプト 西ドイツ (FRG)   |
| 1972 札幌               | アンナ＝マリア・ミューラー 東ドイツ (GDR)       | ウーテ・リューロルト 東ドイツ (GDR)            | マルギット・シューマン 東ドイツ (GDR)       |
| 1976 インスブルック     | マルギット・シューマン 東ドイツ (GDR)           | ウーテ・リューロルト 東ドイツ (GDR)            | エリザベート・デムライトナー 西ドイツ (FRG) |
| 1980 レークプラシッド   | ベラ・ゾズリャ ソビエト連邦 (URS)               | メリタ・ゾルマン 東ドイツ (GDR)                | イングリダ・アマントワ ソビエト連邦 (URS)   |
| 1984 サラエボ           | シュテフィ・マルティン 東ドイツ (GDR)           | ベッチナ・シュミット 東ドイツ (GDR)            | ウーテ･ワイス 東ドイツ (GDR)                |
| 1988 カルガリー         | シュテフィ・ワルター＝マルティン 東ドイツ (GDR) | ウーテ･オーベルホフナー＝ワイス 東ドイツ (GDR) | ケルスティン・シュミット 東ドイツ (GDR)     |
| 1992 アルベールビル     | ドリス・ノイナー オーストリア (AUT)             | アンゲリカ・ノイナー オーストリア (AUT)        | スジ＝リサ・エルドマン ドイツ (GER)         |
| 1994 リレハンメル       | ゲルダ・ワイセンシュタイナー イタリア (ITA)     | スジ＝リサ・エルドマン ドイツ (GER)            | アンドレア・タグベルカー オーストリア (AUT) |
| 1998 長野               | ジルケ・クラウスハール ドイツ (GER)             | バルバラ・ニーデルンフーバー ドイツ (GER)      | アンゲリカ・ノイナー オーストリア (AUT)     |
| 2002 ソルトレークシティ | ジルケ・オットー ドイツ (GER)                   | バルバラ・ニーデルンフーバー ドイツ (GER)      | ジルケ・クラウスハール ドイツ (GER)         |
| 2006 トリノ             | ジルケ・オットー ドイツ (GER)                   | ジルケ・クラウスハール ドイツ (GER)            | タチアナ・ヒュフナー ドイツ (GER)           |
| 2010 バンクーバー       | タチアナ・ヒュフナー ドイツ (GER)               | ニナ・ライトマイヤー オーストリア (AUT)        | ナタリー・ガイゼンベルガー ドイツ (GER)     |
| 2014 ソチ               | ナタリー・ガイゼンベルガー ドイツ (GER)         | タチアナ・ヒュフナー ドイツ (GER)              | エリン・ハムリン アメリカ合衆国 (USA)       |
| 2018 平昌               | ナタリー・ガイゼンベルガー ドイツ (GER)         | ダイアナ・アイトベルガー ドイツ (GER)          | アレックス・ゴフ カナダ (CAN)               |
| 2022 北京               | ナタリー・ガイゼンベルガー ドイツ (GER)         | アンナ・ベルライター ドイツ (GER)              | タチアナ・イワノワ ROC (ROC)                |

## 2人乗り
| 大会名                  | 金                                                                           | 銀                                                                     | 銅                                                                                 |
| ----------------------- | ---------------------------------------------------------------------------- | ---------------------------------------------------------------------- | ---------------------------------------------------------------------------------- |
| 1964 インスブルック     | ヨゼフ・ファイストマントル and マンフレット・シュテングル オーストリア (AUT) | ラインホルト・ゼン and ヘルムート・ターラー オーストリア (AUT)         | ワルター・アウセンドルファー and ジークフリート・マイアー イタリア (ITA)           |
| 1968 グルノーブル       | クラウス・ボンザック and トーマス・ケラー 東ドイツ (GDR)                     | マンフレット・シュミット and エバルト・バルチ オーストリア (AUT)       | ウォルフガング・ビンクラー and フリッツ・ナハマン 西ドイツ (FRG)                   |
| 1972 札幌               | ホルスト・ヘルンライン and ラインハルト・ブレドー 東ドイツ (GDR)             | 該当組なし                                                             | クラウス・ボンザック and ボルフラム・フィードラー 東ドイツ (GDR)                   |
| 1972 札幌               | パウル・ヒルドガートナー and ワルター・プライクナー イタリア (ITA)           | 該当組なし                                                             | クラウス・ボンザック and ボルフラム・フィードラー 東ドイツ (GDR)                   |
| 1976 インスブルック     | ハンス・リン and ノルベルト・ハーン 東ドイツ (GDR)                           | ハンス・ブランドナー and バルタサル・シュバルム 西ドイツ (FRG)         | ルドルフ・シュミット and フランツ・シャハナー オーストリア (AUT)                   |
| 1980 レークプラシッド   | ハンス・リン and ノルベルト・ハーン 東ドイツ (GDR)                           | ペーター・グシニツァー and カール・ブルンナー イタリア (ITA)           | ゲオルク･フルッキンガー and カール・シュロット オーストリア (AUT)                  |
| 1984 サラエボ           | ハンス・シュタンガシンガー and フランツ・ベンバハー 西ドイツ (FRG)           | エフゲニー・ベルソフ and アレクサンドル・ベリャコフ ソビエト連邦 (URS) | ヨルク・ホフマン and ヨッヘン・ピエッチ 東ドイツ (GDR)                             |
| 1988 カルガリー         | ヨルク・ホフマン and ヨッヘン・ピエッチ 東ドイツ (GDR)                       | シュテファン・クラウゼ and ヤン・ベーレント 東ドイツ (GDR)             | トーマス・シュワプ and ウォルフガング・シュタウディンガー 西ドイツ (FRG)           |
| 1992 アルベールビル     | シュテファン・クラウゼ and ヤン・ベーレント ドイツ (GER)                     | イフェス・マンケル and トーマス・ルドルフ ドイツ (GER)                 | ハンスヨルグ・ラッフル and ノルベルト・フーバー イタリア (ITA)                     |
| 1994 リレハンメル       | クルト・ブルッガー and ウィルフリード・フーバー イタリア (ITA)               | ハンスヨルグ・ラッフル and ノルベルト・フーバー イタリア (ITA)         | シュテファン・クラウゼ and ヤン・ベーレント ドイツ (GER)                           |
| 1998 長野               | シュテファン・クラウゼ and ヤン・ベーレント ドイツ (GER)                     | クリス・ソープ and ゴーディー・シアー アメリカ合衆国 (USA)             | マーク・グリメット and ブライアン・マーティン アメリカ合衆国 (USA)                 |
| 2002 ソルトレークシティ | パトリック・ライトナー and アレキサンダー・レッシュ ドイツ (GER)             | ブライアン・マーティン and マーク・グリメット アメリカ合衆国 (USA)     | クリス・ソープ and クレイ・アイブス アメリカ合衆国 (USA)                           |
| 2006 トリノ             | アンドレアス・リンガー and ウォルフガング・リンガー オーストリア (AUT)       | アンドレ・フロルシュッツ and トルステン・ブストリッヒ ドイツ (GER)     | ゲアハルト・プランケンシュタイナー and オズワルト・ヘーゼルリーダー イタリア (ITA) |
| 2010 バンクーバー       | アンドレアス・リンガー and ウォルフガング・リンガー オーストリア (AUT)       | アンドリス・シクス and ユリス・シクス ラトビア (LAT)                   | パトリック・ライトナー and アレクサンダー・レッシュ ドイツ (GER)                   |
| 2014 ソチ               | トビアス・ヴェンドル and トビアス・アールト ドイツ (GER)                     | アンドレアス・リンガー and ウォルフガング・リンガー オーストリア (AUT) | アンドリス・シクス and ユリス・シクス ラトビア (LAT)                               |
| 2018 平昌               | トビアス・ヴェンドル and トビアス・アールト ドイツ (GER)                     | ペーター・ペンツ and ゲオルク・フィシュラー オーストリア (AUT)         | トニ・エッゲルト and サッシャ・ベネッケン ドイツ (GER)                             |
| 2022 北京               | トビアス・ヴェンドル and トビアス・アルト ドイツ (GER)                       | トニ・エッゲルト and ザシャ・ベネッケン ドイツ (GER)                   | トーマス・シュトイ and ローレンツ・コラー オーストリア (AUT)                       |

## チームリレー
| 大会名    | 金 | 銀 | 銅 |
| --------- | --- | --- | --- |
| 2014 ソチ | ドイツ (GER) ナタリー・ガイゼンベルガー フェリックス・ロッホ トビアス・ヴェンドル トビアス・アールト   | ロシア (RUS) タチアナ・イワノワ アリベルト・デムチェンコ アレクサンドル・デニシェフ ウラディスラフ・アントノフ | ラトビア (LAT) エリザ・ティルマ マルティンス・ルベニス アンドリス・シクス ユリス・シクス               |
| 2018 平昌 | ドイツ (GER) ナタリー・ガイゼンベルガー ヨハネス・ルートヴィヒ トビアス・ヴェンドル トビアス・アールト | カナダ (CAN) アレックス・ゴフ サミュエル・エドニー トリスタン・ウォーカー ジャスティン・スニス                 | オーストリア (AUT) マデライン・エグル ダビド・グレイルシャー ペーター・ペンツ ゲオルク・フィシュラー   |
| 2022 北京 | ドイツ (GER) ナタリー・ガイゼンベルガー ヨハネス・ルートビヒ トビアス・ヴェンドル トビアス・アルト     | オーストリア (AUT) マデライン・エグル ヴォルフガング・キンドル トーマス・シュトイ ローレンツ・コラー           | ラトビア (LAT) エリーザ・ティールマ クリステルス・アパリオズ マールティニシュ・ボツ ロベルツ・プルーメ |